# Ниммо, Джозеф
Джозеф Ниммо (англ. Joseph Nimmo, ? — 1854) — британский ботаник.

## Биография
Джозеф Ниммо предположительно родился в Индии.
Он принимал участие в исследованиях растений из Бомбея, результаты которых были опубликованы посмертно Джоном Грэмом в Botany of the Bombay presidency. Вёл переписку с Джозефом Долтоном Гукером.
Джозеф Ниммо умер в 1854 году.

## Научная деятельность
Джозеф Ниммо специализировался на семенных растениях.

## Почести
В его честь был назван род Nimmoia Wight из семейства Дербенниковые и Nimmoia Wight из семейства Мелиевые.